# Cros (Gard)
Cros – miejscowość i gmina we Francji, w regionie Oksytania, w departamencie Gard.
Według danych na rok 1990 gminę zamieszkiwały 234 osoby, a gęstość zaludnienia wynosiła 14 osób/km² (wśród 1545 gmin Langwedocji-Roussillon Cros plasuje się na 681. miejscu pod względem liczby ludności, natomiast pod względem powierzchni na miejscu 478.).